# 昱西街道
昱西街道，是中华人民共和国安徽省黄山市屯溪区下辖的一个乡镇级行政单位。

## 行政区划
昱西街道下辖以下地区：
戴震路社区和黎阳街社区。